# 水底に響く声
「水底に響く声」（みなそこにひびくこえ）は、イギリスのSFドラマ『プライミーバル』の第2章第4話。イギリスではITV1で2008年2月2日に初放送された。カナリー・ワーフで発生した亀裂から水棲生物が現代に侵入し、調査チームが行方不明者と生物を捜索する間、メンバーの1人であるアビーが生物の魔の手にかかる。

## あらすじ
バスケットボールをしていた少年ルシアンが行方不明になり、コート周辺のマンホールが不自然に開いていた。マンホールの中に潜入したニックとスティーブンは未知の生物の声を耳にし、その生物が運河の方へ移動した波紋を目撃する。運河での夜間捜索ではジェニーが水棲生物に襲われるが、スティーブンが駆けつけて生物を射殺し、その遺体を亀裂調査センターへ持ち帰ることとなる。同時にアビーとコナーは未知の生物の皮を発見しており、ニックも川に別の存在の気配を感じ取る。
一方でアビーの家に上がり込むようになったキャロラインにアビーは不信感を抱き、彼女を家に連れ込んだコナーとの仲が険悪になっていく。極めつけにアビーとコナーの不在中にレックスが冷蔵庫に閉じ込められて酷く衰弱していたことから、台所を出入りしていたキャロラインに対してアビーは激怒し、彼女を家から追放すると共にコナーと仲違いする。
ジェニーを襲った未来のサメの解剖の結果ルシアンの遺体は発見されず、アビーが発見した皮と下水道の声から、ニックは未知の哺乳類が真犯人であると判断する。一方で真犯人を別個体のサメであると考えるスティーブンと見解が割れ、ニックはスティーブンと別行動で調査を行うことにする。途中で姿を目撃したショッピングモールの清掃員に殴打された際に運河で聞こえる生物の声に気付いた彼は、声を再生して生物をおびき寄せることにする。この調査の途中でアビーが生物に連れ去られ、その責任を追及されたニックは解雇され、スティーブンが現場の指揮を執ることになる。
アビーが襲われる原因を作ったニックに対しコナーは怒りを向けてレスターから自宅待機を命じられるが、ジェニーの情報提供を元に生物を探すニックの説得を受け、ニックと合流して地上で生物を捜索する。亀裂を探知した2人が謎の浸水被害に苦しんでいる建物に向かうと、そこでルシアンとアビーが生物に確保されていた。2人はルシアンの救出に成功するが、アビーは生物によって再び別の場所へ連れ去られてしまう。生物の正体は鰭脚類のように水棲適応を果たした霊長類の子孫であると判明する。
ニックとルシアンそして現場に追いついたスティーブンは建物の霊長類の鎮圧に成功するが、アビーは未来世界に突入してしまい、彼女を救うべくコナーも未来に足を踏み入れる。霊長類の群れのボス個体がアビーに迫る中、コナーは応援にやって来たニックの力を借りて彼女を崖の上に引きずり上げ、ニックとスティーブンがボス個体を射殺して事態を収束させる。
建物は亀裂の状態が不安定な場所にあり、センターはコンクリートの埋め立てによる問題解決を検討する。スティーブンが自らの判断ミスを認め、アビーとコナーはキャロラインを再び家に迎えながらも良好な関係に落ち着くが、物語が完全に明るい結末を迎えたとは言えない。終盤では、ニックが目撃した清掃員はリークの命令で動いていること、そしてリークとヘレンに繋がりがあることが示唆される。

## キャスト
日本語吹替声優は左からNHK放送版、DVD版の順。
ニック・カッター
演 - ダグラス・ヘンシュオール、声 - 堀内賢雄/大塚芳忠
スティーブン・ハート
演 - ジェームズ・マレー、声 - 川本克彦/加瀬康之
コナー・テンプル
演 - アンドリュー・リー・ポッツ、声 - 宮下栄治/浪川大輔
アビー・メイトランド
演 - ハナ・スピアリット、声 - 斉藤梨絵/足立友
ジェニー・ルイス
演 - ルーシー・ブラウン、声 - 加藤優子/小林さやか
ジェームズ・レスター
演 - ベン・ミラー、声 - 横島亘/御園行洋
ヘレン・カッター
演 - ジュリエット・オーブリー、声 - 唐沢潤/赤池裕美子
オリバー・リーク
演 - カール・テオバルド、声 - 村治学
キャロライン・スティール
演 - ナオミ・ベントレー、声 - 佐古真弓
モールの清掃員
演 - ティム・ファラデー
ルシアン・ホープ
演 - ジェイコブ・アンダーソン

## 登場する生物
コエルロサウラヴス
レックス。キャロラインが冷蔵庫に閉じ込めたことにより衰弱し、後に回復する。
未来のサメ
鋭い歯の生えた舌を持つ未来のサメ。舌を伸ばして遠距離の獲物を捕獲する習性を持つ。
未来の水棲霊長類
水棲適応を果たして鰭脚類のような姿に進化した霊長類。脱皮は進化の過程で獲得した性質であるとニックにより推測される。集団で生活しており、青みがかった通常の個体の他に赤みがかった巨大なボス個体が1頭いる。
ニックはこの生物が人類から進化した可能性に触れているが、顔の形態は同じ霊長類ではマンドリルやヒヒに近い。また、マカク属のように水辺で生活するサルから進化した可能性も残されている。世界が乾燥する中で海に進出し海岸で交尾・出産を行うようになったというコンセプトで製作された。

## 放送
イギリスではITV1で2008年2月2日に、ドイツでは Der Kanal という題で2008年4月28日にプロジーベンにて、アメリカ合衆国では2008年10月11日にBBCアメリカにて放送された。
日本では2009年9月17日に午後6時からNHKデジタル衛星ハイビジョン、午後8時からNHK総合で放送された。後に第3章が日本に上陸する直前には、2010年6月13日に午前10時50分から再放送された。

## 批評家の反応
Webサイト「The Sci-Fi Online」のポール・シンプソンは「水底に響く声」を10点満点中9点と評価した。シンプソンは生物やアクションシーンを褒めた以上にキャラクター同士の相互作用に着目した。彼はニックとコナーの置かれている境遇が第1章から変化していることを指摘し、波止場での言い争いなど以前のシリーズにはなかった彼らの描写を"生々しい"と称賛した。また、彼はリークの陰謀については特に驚くことではないとしつつも、第1章第6話「未知なる獣」でのクローディアの消失に新たな捻りが加えられていると評価した。全体を通して彼は本作が『プライミーバル』史上最高のエピソードであると絶賛した。
The Digital Fixのイーモン・マクスターは、水棲霊長類のCGIについて『プライミーバル』で最も上手く実現していないと評価した。
The Medium is not Enoughのロブ・バークレーは、水に塗れたコンクリートの上でアビーが水棲霊長類に有効打のキックを放っていること、またスティーブンが長距離の着衣水泳を経てすぐに霊長類を射殺して倒していること、また濡れたアビーを比較的容易に崖から救出できなことについて、非現実的である旨を指摘した。バークレーは全体的に楽しく知性があると賞賛しつつも、シリーズ初の非白人メインキャラクターであるキャロラインがスパイかつ敵対的であることが明かされ、それについて不満を口にした。